# Agora ou Nunca
Agora ou Nunca foi um programa português apresentado por Jorge Gabriel, sendo transmitido na SIC. Foi exibido entre os anos de 1996 e 1998 e tinha como objectivo desafiar as fobias dos concorrentes através de um prémio monetário a quem as superasse.
Ficou celebrizado pela expressão de "Ponha, ponha, ponha", proferida por um concorrente quando estava a ser colocada uma iguana na sua cabeça, um bicho ao qual o mesmo tinha fobia.